# Kajakarstwo klasyczne na Igrzyskach Azjatyckich 2018
Kajakarstwo klasyczne na Igrzyskach Azjatyckich 2018 – jedna z dyscyplin rozgrywana podczas igrzysk azjatyckich w Dżakarcie i Palembangu. Zawody odbyły w dniach 25 sierpnia – 1 września w Jakabaring Sport City w Palembangu. Do rywalizacji w siedemnastu konkurencjach przystąpiło 526 zawodników z 24 państw.

## Uczestnicy
W zawodach wzięło udział 526 zawodników z 24 państw.
| Reprezentacja    | Liczba zawodników |
| ---------------- | ----------------- |
| Chiny            | 50                |
| Chińskie Tajpej  | 38                |
| Filipiny         | 27                |
| Hongkong         | 32                |
| Indie            | 49                |
| Indonezja        | 41                |
| Irak             | 1                 |
| Iran             | 13                |
| Japonia          | 12                |
| Kambodża         | 2                 |
| Kazachstan       | 18                |
| Kirgistan        | 5                 |
| Korea            | 32                |
| Korea Południowa | 14                |
| Korea Północna   | 3                 |
| Makau            | 3                 |
| Malezja          | 32                |
| Mjanma           | 34                |
| Singapur         | 41                |
| Sri Lanka        | 1                 |
| Tadżykistan      | 6                 |
| Tajlandia        | 47                |
| Uzbekistan       | 23                |
| Wietnam          | 2                 |
| 24 reprezentacji | 526               |

## Medaliści
| Konkurencja  | Złoto | Srebro | Brąz |           |
| Mężczyźni    | Mężczyźni | Mężczyźni | Mężczyźni | Mężczyźni |
| ------------ | --- | --- | --- | --------- |
| K-1 200 m    | Cho Gwang-hee | Siergij Tokarnicki | Mervyn Yingjie Toh | [ 3 ]     |
| K-2 1000 m   | Zhang Dong Bu Tingkai | Ilja Gołendow Andriej Jergucziow | Makhkamov Shakhriyor Shokhrukhbek Azamov | [ 4 ]     |
| K-4 500 m    | Kazachstan · Jewgienij Aleksiejew · Aleksiej Diergunow · Ilja Gołendow · Siergij Tokarnicki | Korea Południowa · Cho Gwang-hee · Cho Jeong-hyun · Choi Min-kyu · Kim Ki-won | Iran · Ali Aghamirzaeigenaghard · Amin Boudaghi · Peyman Ghavidel Siah Sofiani · Ahmadreza Talebian | [ 5 ]     |
| C-1 1000 m   | Vadim Menkov | Szahrijor Daminow | Mohammad Nabi Rezaei | [ 6 ]     |
| C-2 200 m    | Xing Song Li Qiang | Artur Guliev Elyorjon Mamadaliev | Mierej Miedietow Timur Chajdarow | [ 7 ]     |
| C-2 1000 m   | Liu Hao Wang Hao | Siergiej Jemielianow Timofiej Jemielianow | Nurislom Tukhtasin Ugli Serik Mirbekov | [ 8 ]     |
| C-TBR 200 m  | Chiny · Cai Wenxuan · Chen Guangqin · Chen Juntong · Du Zhuan · Feng Guojing · Gao Jiawen · Jiao Fangxu · Li Guisen · Li Shuai · Ling Wenwei · Liu Xuegang · Su Bopin · Yin Zhonghai · Zeng Delin · Zhang Zhen · Zhou Guichao                                                  | Chińskie Tajpej · Chang Sheng-huang · Chen Tzu-hsien · Chen Yu-an · Chen Chou Yueh-hung · Chien Cheng-yen · Chou Chih-wei · Chou En-ping · Chuang Ying-chieh · Ho Chia-lin · Lin Min-hao · Lin Sheng-ru · Tuan Yen-yu · Wu Chen-po · Wu Chun-chieh · Wu Wei-min · Yin Wan-ting                                                  | Tajlandia · Kasemsit Borriboonwasin · Chaiyakarn Choochuen · Laor Iamluek · Boonsong Imtim · Nattawut Kaewsri · Santas Mingwongyang · Asdawut Mitilee · Nares Naoprakon · Phawonrat Roddee · Vinya Seechomchuen · Pornchai Tesdee · Wasan Upalasueb · Natthawat Waenphrom · Tanawoot Waipinid · Phakdee Wannamanee · Ekkapong Wongunjai | [ 9 ]     |
| C-TBR 500 m  | Chińskie Tajpej · Chang Sheng-huang · Chen Tzu-hsien · Chen Yu-an · Chen Chou Yueh-hung · Chien Cheng-yen · Chou Chih-wei · Chou En-ping · Chuang Ying-chieh · Ho Chia-lin · Lin Min-hao · Lin Sheng-ru · Tuan Yen-yu · Wu Chen-po · Wu Chun-chieh · Wu Wei-min · Yin Wan-ting | Chiny · Cai Wenxuan · Chen Guangqin · Chen Juntong · Du Zhuan · Feng Guojing · Gao Jiawen · Jiao Fangxu · Li Guisen · Li Shuai · Ling Wenwei · Liu Xuegang · Su Bopin · Yin Zhonghai · Zeng Delin · Zhang Zhen · Zhou Guichao                                                                                                   | Indonezja · Rio Akbar · Arpan Arpan · Muhammad Fajar Fatarahman · Yuda Firmansyah · Medi Juana · Marjuki Marjuki · Spens Mehue Stuber · Erwin David Monim · Andri Agus Mulyana · Poliyansyah Poliyansyah · Muhammas Yunus Rustandi · Dedi Saputra · Syahrul Saputra · Sutrisno Sutrisno · Anwar Tarra · Mochamad Taufan Wijaya          | [ 10 ]    |
| C-TBR 1000 m | Chińskie Tajpej · Chang Sheng-huang · Chen Tzu-hsien · Chen Yu-an · Chen Chou Yueh-hung · Chien Cheng-yen · Chou Chih-wei · Chou En-ping · Chuang Ying-chieh · Ho Chia-lin · Lin Min-hao · Lin Sheng-ru · Tuan Yen-yu · Wu Chen-po · Wu Chun-chieh · Wu Wei-min · Yin Wan-ting | Indonezja · Rio Akbar · Arpan Arpan · Muhammad Fajar Fatarahman · Yuda Firmansyah · Medi Juana · Marjuki Marjuki · Spens Mehue Stuber · Erwin David Monim · Andri Agus Mulyana · Poliyansyah Poliyansyah · Muhammas Yunus Rustandi · Dedi Saputra · Syahrul Saputra · Sutrisno Sutrisno · Anwar Tarra · Mochamad Taufan Wijaya  | Korea · An Hyun-jin · Choe Kyong-uk · Jon Chung-hyok · Jung Hoon-seok · Kim Jin-il · Kim Pu-song · Kim Yong-gil · Lee Hyeon-joo · O In-guk · Paek Won-ryol · Park Cheol-min · Ri Yong-hyok · Shin Dong-jin · Shin Seong-woo · Yang Chol-jin · Yeom Hee-tae                                                                              | [ 11 ]    |
| Kobiety      | | | |           |
| K-1 200 m    | Inna Klinowa | Li Yue | Yuka Ono | [ 12 ]    |
| K-1 500 m    | Li Yue | Hediye Kazemi | Lee Sun-ja | [ 13 ]    |
| K-2 500 m    | Li Yue Zhou Yu | Ekaterina Shubina Yuliya Borzova | Yuka Ono Hideka Tatara | [ 14 ]    |
| K-4 500 m    | Chiny · Huang Jieyi · Ma Qing · Yang Jiali · Zhou Yu | Kazachstan · Zoja Ananczenko · Inna Klinowa · Viktorija Kopyłowa · Irina Podojnikowa | Uzbekistan · Yuliya Borzova · Natalya Kazantseva · Kseniya Kochneva · Ekaterina Shubina | [ 15 ]    |
| C-1 200 m    | Sun Mengya | Riska Andriyani | Dilnoza Rakhmatova | [ 16 ]    |
| C-2 500 m    | Ma Yanan Sun Mengya | Dilnoza Rakhmatova Nilufar Zokirova | Riska Andriyani Nur Meni | [ 17 ]    |
| C-TBR 200 m  | Chiny · Bai Ge · Chen Chen · Chen Xue · Dong Aili · Hu Chen · Huang Yi · Li Lianying · Liang Liping · Pan Huizhu · Peng Xiaojuan · Tang Shenglan · Song Yanbing · Wang Jing · Wang Li · Xu Fengxue · Zhong Yuan                                                                | Indonezja · Risti Ardianti · Ririn Puji Astuti · Aswiati Aswiati · Emiliana Deau · Astri Dwijayanti · Raudani Fitra · Selvianti Devi Hidayat · Christina Kafolakari · Shifa Garnika Nur Karim · Masripah Masripah · Stevani Maysche Ibo · Alvonsina Monim · Fazriah Nurbayan · Ramla B · Since Lithasova Yom · Riana Yulistrian | Korea · Byun Eun-jeong · Cha Un-gyong · Cha Un-yong · Choi Yu-seul · Ho Su-jong · Hyun Jae-chan · Jang Hyun-jung · Jo Min-ji · Jong Ye-song · Kang Cho-hee · Kim Hyeon-hee · Kim Su-hyang · Lee Ye-lin · Ri Hyang · To Myong-suk · Yun Un-Jong                                                                                          | [ 18 ]    |
| C-TBR 500 m  | Korea · Byun Eun-jeong · Cha Un-gyong · Cha Un-yong · Choi Yu-seul · Ho Su-jong · Hyun Jae-chan · Jang Hyun-jung · Jo Min-ji · Jong Ye-song · Kang Cho-hee · Kim Hyeon-hee · Kim Su-hyang · Lee Ye-lin · Ri Hyang · To Myong-suk · Yun Un-Jong                                 | Chiny · Bai Ge · Chen Chen · Chen Xue · Dong Aili · Hu Chen · Huang Yi · Li Lianying · Liang Liping · Pan Huizhu · Peng Xiaojuan · Tang Shenglan · Song Yanbing · Wang Jing · Wang Li · Xu Fengxue · Zhong Yuan | Tajlandia · Nattakant Boonruang · Jaruwan Chaikan · Jariya Kankasikam · Praewpan Kawsri · Saowanee Khamsaeng · Suphatthra Kheha · Mintra Mannok · Pranchalee Moonkasem · Patthama Nanthain · Kanittha Nennoo · Nipaporn Nopsri · Arisara Pantulap · Wararat Plodpai · Nipatcha Pootong · Prapaporn Pumkhunthod · Wanida Thammarat       | [ 19 ]    |

## Tabela medalowa
| Pozycja | Reprezentacja    | Złoto | Srebro | Brąz | Razem |
| ------- | ---------------- | ----- | ------ | ---- | ----- |
| 1.      | Chiny            | 10    | 3      | 0    | 13    |
| 2.      | Kazachstan       | 2     | 4      | 1    | 7     |
| 3.      | Chińskie Tajpej  | 2     | 1      | 0    | 3     |
| 4.      | Uzbekistan       | 1     | 3      | 4    | 8     |
| 5.      | Korea Południowa | 1     | 1      | 1    | 3     |
| 6.      | Korea            | 1     | 0      | 2    | 3     |
| 7.      | Indonezja        | 0     | 3      | 2    | 5     |
| 8.      | Iran             | 0     | 1      | 2    | 3     |
| 9.      | Tadżykistan      | 0     | 1      | 0    | 1     |
| 10.     | Japonia          | 0     | 0      | 2    | 2     |
| 10.     | Tajlandia        | 0     | 0      | 2    | 2     |
| 12.     | Singapur         | 0     | 0      | 1    | 1     |
| Razem   | Razem            | 17    | 17     | 17   | 51    |